# Wau, Sudanul de Sud
Wau   (în arabă واو) este un oraș  în  Sudanul de Sud, pe malul vestic al râului Jur. Este reședinta  statului Bahr al Ghazal de Vest. Conform unei estimări din 2009, avea o populație de 136.932 locuitori. Stație terminală pe o magistrală de cale ferată îngustă. Aeroport. Orașul a luat naștere ca și așezare fortificată a negustorilor de sclavi în secolul al XIX-lea. Până la data de 9 iulie 2011 a făcut parte din Sudan.